# Natrodufrénita
La natrodufrénita o natrodufrenita es un mineral, fosfato de hierro y sodio con hidroxilos, hidratado. Fue descrito a partir de ejemplares obtenidos en el castillo de Pluherlin,  Rochefort-en-Terre,  Morbihan,  Bretaña,  Francia, que consecuentemente es su localidad tipo. El nombre hace referencia a la dufrenita ( nombre mineral que a su vez es un homenaje al mineralogista francés P.A. Dufrénoy) y al sodio que la diferencia de ella.

## Propiedades físicas y químicas
La natrodufrénita es el análogo con sodio de la dufrénita y el análogo con hierro en forma ferrosa de la gayita. Aparece en forma de microcristales, generalmente de un color verde muy oscuro casi negro, o  más frecuentemente como esférulas radiadas de distintos tonos de verde. A veces contiene proporciones significativas de aluminio substituyendo al hierro, y también puede contener indicios de calcio.

## Yacimientos
La natrodufrénita, al igual que la dufrenita, de la que es indistinguible sin análisis químico, se encuentra como un fosfato de formación secundaria a baja temperatura, en pegmatitas y en otras mineralizaciones con fosfatos. Se conoce su presencia en unas 50 localidades en el mundo. En España se ha encontrado en la mina La Paloma, Zarza la Mayor (Cáceres) y en la pegmatita del Teso de la Calera, en Pinilla de Fermoselle (Zamora)